# Escobaria minima
Escobaria minima ist eine Pflanzenart in der Gattung Escobaria aus der Familie der Kakteengewächse (Cactaceae). Das Artepitheton minima stammt aus dem Lateinischen, bedeutet ‚sehr klein‘ und verweist auf die Größe der Art. Ein englischer Trivialname ist „Nelly’s Cory-Cactus“.

## Beschreibung
Escobaria minima wächst meist einzeln mit eiförmigen Trieben, die bei Durchmessern von 1 bis 2 Zentimeter (selten bis 4 Zentimeter) Wuchshöhen von 1,2 bis 2,5 Zentimeter (selten bis 7 Zentimeter) erreichen. Die Warzen sind bis zu 3 Millimeter lang. Die 20 bis 25 abgeflachten Dornen stehen sehr dicht, liegen stark an der Trieboberfläche an und verdecken diese. Sie sind kalkig grau, gelb oder etwas rosafarben und 3 bis 8 Millimeter (selten bis 14 Millimeter) lang.
Die Blüten sind leuchtend rosafarben bis rötlich purpurfarben. Sie sind 2 bis 2,5 Zentimeter lang und erreichen einen ebensolchen Durchmesser. Die grünen, annähernd kugelförmigen Früchte sind 5 bis 10 Millimeter lang.

## Systematik, Verbreitung und Gefährdung
Escobaria minima ist im texanischen Brewster County sowie im angrenzenden mexikanischen Bundesstaat Coahuila auf Wüstengrasland zwischen Kalkfelsen verbreitet.
Die Erstbeschreibung als Coryphantha minima wurde 1931 durch Ralph O. Baird veröffentlicht. David Richard Hunt stellte sie 1978 in die Gattung Escobaria. Ein weiteres nomenklatorisches Synonym ist Neobesseya minima (Baird) Lodé (2013).
Escobaria minima wird in Anhang I des Washingtoner Artenschutz-Übereinkommen geführt. In der Roten Liste gefährdeter Arten der IUCN wird die Art als „Least Concern (LC)“, d. h. als nicht gefährdet geführt.

## Nachweise